# Mörk Leonóra
Mörk Leonóra (Miskolc, ? –) magyar újságíró, író, szerkesztő, műfordító.

## Életpályája
A miskolci Földes Ferenc Gimnáziumban érettségizett 1980-ban, egyetemi tanulmányait Debrecenben, illetve Budapesten végezte, az Eötvös Loránd Tudományegyetemen szerzett magyar-történelem szakos, a MÚOSZ Bálint György Újságíró Akadémiáján pedig újságíró diplomát. Első írásai egyetemista korában jelentek meg. Dolgozott a Pest Megyei Hírlapnál, a Világ című független politikai hetilapnál, majd 10 évig a Nők Lapja szerkesztőségében. 2001-ben az Elle magazin akkor induló magyar kiadásának főszerkesztő-helyettese lett, majd 2013 és 2019 októbere között vezető szerkesztője. Ezt követően a Nők Lapja vezető szerkesztőjeként dolgozott.
Fordítóként első munkája Brooke Shields önéletrajza, az És hullott az eső volt. 2009-ben jelent meg a Jaffa Kiadónál első regénye, Az utolérhetetlen Mr. Yorke, amelyet azóta négy további regény követett: A Hellinger-Madonna, a Holdfény szonáta, a Lány igazgyöngyökkel, és A porcelánlány. A regényeken kívül készített interjúkötetet neves pszichológusok, köztük dr. Csernus Imre, Feldmár András és dr. Bagdy Emőke közreműködésével (A vámpír vonzásában – Miért szeretjük a sötét lényeket?), míg a Luther-útról szóló személyes hangú útirajz 2017-ben jelent meg A papagájos ablak címmel. 
A 2018-ban publikált A porcelánlány című kötetét 2019-ben követte újabb regénye, a Ködkirálynő, majd 2020 áprilisában e-könyv formátumban A herceg és a lányka, amelynek nyomtatott változata 2020 nyarán jelent meg. 2021-es regénye, a Törött tulipánok a 17. századi Hollandiában játszódik, 2022-ben jelent meg az Asszonyom, édes úrnőm című regénye, 2023-ban a szintén a holland aranykorba helyezett Szentjánosfű, illetve A Hellinger-Madonna új, egy 16. századi fejezettel kibővített kiadása. A legújabb, női életrajzokból összeállított kötete a 2024-es könyvhétre jelent meg, Saját utakon – 15 vagány nő igaz története 3 évszázadból címmel, a karácsonyi könyvvásárra pedig a Cukrászbolt a narancsfához című, a 17. századi Amszterdamban játszódó regénye. Emellett rendszeresen fordít német és angol nyelvből.

## Könyvei
- Az utolérhetetlen Mr. Yorke (Jaffa Kiadó, 2009)
- A vámpír vonzásában – Miért szeretjük a sötét lényeket? (Jaffa Kiadó, 2011)
- A Hellinger-Madonna (Jaffa Kiadó, 2014)
- Holdfény szonáta (Jaffa Kiadó, 2015)
- Lány igazgyöngyökkel (Jaffa Kiadó, 2016)
- A papagájos ablak (Jaffa Kiadó, 2017)
- A porcelánlány (Jaffa Kiadó, 2018)
- Ködkirálynő (Jaffa Kiadó, 2019)
- A herceg és a lányka (Jaffa Kiadó, 2020)
- Törött tulipánok (Jaffa Kiadó, 2021)
- Asszonyom, édes úrnőm – Egy világjárvány. Egy különös lány. Egy szabálytalan szerelem. (Jaffa Kiadó, 2022)
- Szentjánosfű (Jaffa Kiadó, 2023)
- Lent és fent – Személyes történetek a cukorbetegségről (szerk., Jaffa Kiadó, 2023)
- A Hellinger-Madonna új, bővített kiadás (Jaffa Kiadó, 2023)
- Saját utakon – 15 vagány nő igaz története 3 évszázadból (Jaffa Kiadó, 2024)
- Cukrászbolt a narancsfához (Jaffa Kiadó, 2024)

## Műfordításai
- Brooke Shields: És hullott az eső – Szülés utáni depresszióm és boldogságom naplója (KVHÁZAK, 2005)
- Leena Kiviluoma: A fiatal arc titka – Szépítő arctorna (Central Médiacsoport Zrt., 2013)
- Theresa Caputo: Élet az élet után – Rendkívüli történetek és gyógyító üzenetek a túlvilágról a Született Médium sztárjától (Jaffa Kiadó, 2014)
- Regina Swoboda: Női rafinéria (Jaffa Kiadó, 2014)
- Theresa Caputo: Ilyet nem lehet kitalálni – Sorsfordító üzenetek a mennyországból (Jaffa Kiadó, 2015)
- Dr. Eva-Maria Kraske: Sav-bázis egyensúly – A jobb egészség kulcsa (Central Médiacsoport Zrt., 2015)
- Thomas Voigt: Jonas Kaufmann – A tenor (Rózsavölgyi és Társa, 2016)
- John E. Upledger: Találkozás a Belső Gyógyítóddal – Craniosacralis terápia és SomatoEmotional Relese (Bioenergetic Kiadó, 2017)
- Lisa Damour: Gubancok (Jaffa Kiadó, 2017)
- Deborah Vinall: Gázlángozás (Jaffa Kiadó, 2022)
- Jilly Cooper: Emily (Jaffa Kiadó, 2024)
- Jason Fung -  Jimmy Moore: Minden, amit tudni akarsz a böjtről (Jaffa Kiadó, 2025)
- Kelley McNeil: Mayluna (Dopamin Kiadó, 2025)